# Štefan Svitko
Štefan Svitko (n. 26 de junio de 1982 en Žaškov, Eslovaquia) es un piloto de motos eslovaco, que destaca en las especialidades de enduro y raid. Participa ininterrumpidamente en el Rally Dakar desde 2010, llegando a ser 5.º en la general en 2012 y 2015, y 2.º en el Dakar 2016 como mejores resultados.

## Biografía
Svitko comenzó su carrera destacando en el enduro, en el que se ha proclamado tres veces campeón del mundo de la especialidad. Sin embargo, poco a poco comenzó a interesarse más por el raid y por el Rally Dakar.
La primera salida del Rally Dakar en 2010 se tradujo en un excelente 13.º puesto final en la general, convirtiéndose en el debutante más exitoso. En el año siguiente se vio obligado a abandonar después de la octava etapa tras un problema mecánico de su KTM, mientras se movía constantemente entre los diez primeros. Sin embargo, se repuso de su abandono en el Dakar acabando en una más que meritoria 3.º plaza en el Campeonato Mundial de Rally Cross-Country de la FIM, en la que era su segunda participación.
El Rally Dakar 2012 reflejó su experiencia y calidad en la evaluación final, ya que logró un excelente 5.º puesto en la general final, pero en el año siguiente, cuando su objetivo era el podio, una lesión tras una caída le obligó a retirarse después de la 12.ª etapa. Como ocurriera en 2011, curó sus heridas del Dakar, ganando el siempre prestigioso Rally de Túnez.
En 2014 regresó al Top 10 del Dakar (n 9.º), tras realizar una gran semana. Hizo un Rally Dakar de 2015 espectacular. Tras un comienzo irregular fue ganando en confianza, y a partir del cuarto día acabó todas las especiales dentro del Top 10, llegando incluso a quedarse cerca de la victoria en algunas, lo que le valió para repetir 5.º plaza en la general final como en 2012. Además su compatriota Ivan Jakeš fue 8.º en la general, por lo que lograron el mejor Dakar de la historia para el país.
En 2022 se consagró campeón del Africa Eco Race con la escudería KTM. 

## Participaciones en el Rally Dakar
| Año     | Categoría | Vehículo | Posición | Etapas ganadas |
| ------- | --------- | -------- | -------- | -------------- |
| 2010    | Motos     | KTM      | 13.º     | -              |
| 2011    | Motos     | KTM      | Ret.     | -              |
| 2012    | Motos     | KTM      | 5.º      | -              |
| 2013    | Motos     | KTM      | Ret.     | -              |
| 2014    | Motos     | KTM      | 9.º      | -              |
| 2015    | Motos     | KTM      | 5.º      | -              |
| 2016    | Motos     | KTM      | 2.º      | 1              |
| 2017    | Motos     | KTM      | 25.º     | -              |
| 2018    | Motos     | KTM      | Ret.     | -              |
| 2019    | Motos     | KTM      | Ret.     | -              |
| 2020    | Motos     | KTM      | 11.º     | -              |
| 2021    | Motos     | KTM      | 8.º      | -              |
| 2022    | Motos     | KTM      | 12.º     | -              |
| 2023    | Motos     | KTM      | 12.º     | -              |
| 2024    | Motos     | KTM      | 9.º      | -              |
| 2025    | Motos     | KTM      | 10.º     | -              |
| Fuente: |           |          |          |                |